# Sabrina (videogioco)
Sabrina è un videogioco picchiaduro a scorrimento basato ufficialmente sulla cantante Sabrina Salerno, pubblicato nel 1989 per Amstrad CPC, MSX e ZX Spectrum dalla Iber Software, solamente in versione spagnola.
La prima edizione includeva, oltre alla cassetta del gioco, una musicassetta con sette successi della Salerno.

## Trama
Lo scenario è piuttosto assurdo. Sabrina deve andare a piedi dall'aeroporto a uno studio televisivo per eseguire un concerto, ma nell'attraversare la città si scontra a mani nude con numerosi abitanti che non gradiscono la cantante o il suo abbigliamento discinto, tra cui casalinghe, donne punk, malviventi e preti.

## Modalità di gioco
Sabrina è un picchiaduro a scorrimento bidimensionale sul genere di Kung-Fu Master, ambientato sui marciapiedi di una città. La protagonista può camminare solo a destra e sinistra e deve affrontare un percorso lineare verso destra, composto da molte schermate consecutive, senza scorrimento fluido. Ci sono due livelli, caricati separatamente da cassetta.
Sabrina dispone di tre mosse di attacco; ci sono tre tipi di nemici comuni e ciascuna mossa sconfigge quelli di un tipo con un sol colpo, ma è del tutto inefficace contro gli altri.
Le tre mosse sono schiaffi, calci negli stinchi, e la più originale "tettata", un improvviso rigonfiamento del seno che colpisce in faccia l'avversario.
I nemici sono comuni abitanti della città che rappresentano personaggi stereotipati, come casalinghe arrabbiate, femministe, ladri e perfino preti. Possono arrivare da entrambi i lati dello schermo e bisogna evitare che raggiungano Sabrina. I tre tipi di nemici cambiano esteticamente tra i due livelli, ma il principio resta lo stesso. Inoltre alcuni oggetti volanti possono sottrarre energia. In alcune schermate c'è anche una bomba che dev'essere gettata via con un calcio, pena la sconfitta immediata. L'energia si ricarica incrociando gli occasionali ammiratori che corrono in senso contrario, inoltre si dispone di tre vite.
Al termine di ciascun livello c'è un boss, presumibilmente una cantante rivale.
Durante il caricamento del programma appare un'immagine di Sabrina che, nella versione Spectrum, parla con voce digitalizzata in spagnolo ("Genesis Soft presenta Sabrina"). Nella schermata dei titoli c'è un sottofondo musicale di Boys (Summertime Love). Nelle conversioni mancano voce e musica, inoltre su Amstrad CPC i colori vennero fortemente ridotti.
In compenso, solo nella versione Spectrum manca la scena finale. Se si completa il gioco su Amstrad o MSX compare una scena di Sabrina sul palco insieme ai musicisti, che canta e balla e di tanto in tanto agitandosi le esce fuori una tetta.

## Sviluppo
Il videogioco sfruttava il fatto che all'epoca Sabrina Salerno era molto popolare in Spagna, e aveva fatto anche molto parlare di sé con apparizioni televisive su TVE, specialmente al galà di fine anno 1987, dove si esibì in modo provocante e finì per mostrare anche un capezzolo.
Sabrina venne sviluppato inizialmente per lo ZX Spectrum dalla Génesis Soft, programmato principalmente da Andrés García. La voce digitalizzata di Sabrina era in realtà di una segretaria della ditta.
Javier García Navarro racconta che lui, allora adolescente, e Félix Aranda ricevettero da Luis Sanguino, direttore tecnico dell'azienda, la proposta di convertire Sabrina e Ormuz da Spectrum ad Amstrad CPC in un tempo brevissimo, per un salario di 100.000 peseta più una quota di 50₧ su ogni copia venduta, aumentate a 75₧ dopo le 20.000 copie. García Navarro si occupò principalmente di Sabrina e Aranda di Ormuz. Alla fine in realtà vennero pagati di meno, e la versione Amstrad di Sabrina rispetto all'originale perse musica e colore ed era molto lenta; inoltre per dispetto García Navarro inserì nella versione floppy un virus che formattava il disco del gioco dopo cinque esecuzioni (sembra tuttavia che il gioco fu effettivamente pubblicato solo su cassetta).
Sabrina era uno dei sei titoli di lancio dell'editrice spagnola Iber Software, che era stata recentemente fondata dalla distributrice di videogiochi IBSA (International Business S.A.); poiché la casa madre era sovraccarica con i giochi di fascia media, per la distribuzione di questi nuovi titoli di fascia alta la Iber si affidò alla MCM Software.
Iber Software fece per Sabrina una campagna pubblicitaria altisonante, con fotografie sexy della vera cantante e con lo slogan principale "Juega a ser mayor" ("gioca a essere adulto"). L'edizione originale aveva una musicassetta della Salerno allegata, ma uscì anche un'edizione economica a marchio IBSA con soltanto la cassetta del gioco.
Nel 2012 fu realizzato Sardina Forever, un remake non ufficiale per il retrogaming su Amstrad CPC, pubblicato anche su supporto fisico. Anche il remake fu realizzato principalmente da García Navarro, con l'intento di rimediare ai difetti dell'originale.

## Accoglienza
All'epoca la rivista spagnola MicroHobby diede a Sabrina per ZX Spectrum un giudizio decisamente buono. Secondo la rivista la difficoltà è alta e il gioco prende, mentre i difetti sono le istruzioni scarse e la monotonia a lungo andare. Nella cassetta allegata allo stesso numero della rivista era incluso un demo giocabile di Sabrina.
Più in generale però il gioco non fu apprezzato dalla critica. Il giudizio di Micromanía, sempre in versione Spectrum, era decisamente negativo (voto 4/10). Secondo Mega Joystick la grafica era buona, ma il gioco noioso e blando.
In retrospettiva, Sabrina viene ricordato come un gioco scadente e un classico trash. Secondo Retro Gamer era ben riuscito graficamente, ma la giocabilità è piatta e mediocre e la difficoltà è eccessiva; la conversione per Amstrad CPC peggiorò anche su estetica e velocità. Superjuegos Xtreme lo ritiene immondizia (voto 2/10).